# Linda Weil-Curiel
Pour les articles homonymes, voir Weil et Curiel.
Linda Weil-Curiel, née le 28 septembre 1943 à Papeete, est une avocate française.

## Biographie

### Famille
La mère de Linda Weil-Curiel est tahitienne et libérale, son père, André Weil-Curiel, est un ami du général de Gaulle, et son oncle Henri Curiel est un militant communiste et anticolonialiste.
Sa sœur naît au en Australie puis la famille vit au Caire avant de rentrer à Paris en 1946. Elle étudie à l’École alsacienne puis au lycée français de Londres.

### Carrière juridique
Linda Weil-Curiel commence sa carrière d'avocate au Barreau de Paris en 1973. En 1982, elle entreprend un premier effort d'envergure, faire admettre que l'excision est criminelle et juger ses auteurs en cour d'assises. En 1988, elle parvient à faire juger des parents aux assises puis une exciseuse en 1991. En octobre 1990, elle défend Aminata Diop, réfugiée malienne.
Elle s'engage également pour les Mères d'Alger dont les enfants sont enlevés par leurs pères vers l'Algérie. 
En 1992, avec Anne-Marie Lizin et Annie Sugier, elle dénonce l'absence d'athlètes féminines dans 35 des délégations qui prennent part aux jeux olympiques de Barcelone.
En 2006, elle se porte partie civile dans l'affaire Sohane Benziane.
Elle lutte contre l'excision ainsi que les violences faites aux femmes et plaide dans plus de 40 affaires sur ce sujet,. Elle appartient à la Commission pour l'abolition des mutilations sexuelles (CAMS). Elle est l'amie d'Annie Sugier et Anne Zelensky fondatrices de la Ligue du droit international des femmes.

## Hommages
Linda Weil-Curiel est chevalière de la Légion d'honneur en 2017.

## Ouvrages
- Exciseuse (2007, City) avec Natacha Henry